# Brännmossa
Brännmossa (Ceratodon purpureus) är en bladmossa som förekommer över hela världen. Den trivs bäst på platser som lätt torkar ut, som stenar och murar eller torrt och gammalt trä. Den hittas också ofta på äldre brandplatser, men är trots sitt namn inte den vanligaste mossan för brandplatser. Den kan också växa vid vägrenar och inne i städer. Mossans färg kan variera från gul-grön till röd. Höjden uppgår till 3 centimeter. Mossans sporer har en grobarhet på upp till 16 år.
Det är en fruktbärande mossa.
Ett bygdemålnamn förekommande i Uppland är guckuråg.
En underart är Ceratodon purpureus var subaculis